# Scellus hissaricus
Scellus hissaricus är en tvåvingeart som beskrevs av Stackelberg 1951. Scellus hissaricus ingår i släktet Scellus och familjen styltflugor. Inga underarter finns listade i Catalogue of Life.